# Rosario (2013)
Rosario é uma telenovela estadunidense produzida pela Univision Studios e Venevision Productions para as emissoras Univision (Estados Unidos) e Venevision (Venezuela). É escrita por Alex Hadad e protagonizada por Itahisa Machado e Guy Ecker, com as participações antagônicas de Aarón Díaz, Lorena Rojas e Zully Montero, contando com a atuação estelar de Natalia Ramírez.
As gravações começaram em 1° de agosto de 2012, em Miami (Estados Unidos) e finalizaram em 22 de março de 2013.

## Enredo
Rosario é uma bela moça que de apaixona por seu chefe Alejandro (mais velho que ela), sem saber que no passado ele foi noivo de sua mãe. E que se separou da mesma por achar que seu inimigo havia se aproveitado dela, e isso gerou uma gravidez, a gravidez de Rosario. Acreditando que jamais poderia amar o filho de outro homem, Alejandro a abandonou sem imaginar que no futuro aquela criança seria seu grande amor.

## Elenco
- Itahisa Machado como Rosario Pérez
- Guy Ecker como Alejandro Montalbán
- Aarón Díaz como Esteban Martínez
- Lorena Rojas como Priscila Pavón
- Zuleyka Rivera como Sandra Díaz
- Natalia Ramírez como Magdalena Pérez
- Ezequiel Montalt como Daniel Carvajal
- Zully Montero como Regina Montalbán
- Frances Ondiviela como Teresa de Martínez
- Rodrigo Vidal como el Padre Bernardo
- Franklin Virgüez como Vicente
- Alberto Salaberri como Jerónimo Guerra
- Sandra Itzel como Barbara Montalbán
- Tina Romero como Griselda
- Liliana Rodríguez como Ofilia Elsa
- Scarlett Grubber como Cecilia Garza
- Adrian di Monte como Nacho
- Christina Mason como la Misericordia "Merci"
- Sergio Reynoso como Manuel Pérez
- Beatriz Monroy como Matilde
- Anna Silvetti como Caridad Chávez
- Carlos Garin como Guillermo
- Lupita Jones 2013 como Fabiana
- Juan Jiménez como Felipe
- Fabiola Barinas como Zulema Torres
- Leonardo Daniel como Marcos Miranda
- Lilimar Hernández como Elenita
- Samuel Sadovnik como Esteban Martínez Jr.
- Alberto Barros Jr. como el jardinero
- Melody Batule como Dr. Natalia
- Luz Cordeiro como Sor Esperanza
- Reinaldo Cruz como Renato Villalobos
- Alexander Estrella como Beto
- Shanik Hughes como Cynthia
- Ramon Morell como Dr. Lozada
- Jorge Luis Portales como Matias
- Nataniel Roman como Manny
- Elioret Silva como Detective Evora
- Sahyly Esponda como Mariana